# Buddy Complex
Buddy Complex (яп. バディ・コンプレックス, укр. Товариський комплекс) — фантастичний аніме-серіал у жанрі меха продюсера студії Sunrise. Трансляція тривала з 5 січня по 30 березня 2014 р., перший епізод попередньо показаний 29 грудня 2013-го. Перша манґа-адаптація видавалася у журналі Dengeki Daioh видавництва ASCII Media Works з 27 січня по 27 жовтня 2014, друга — з 27 січня по 27 серпня того ж року у журналі Dengeki Maoh.
1 квітня 2014 р. анонсоване продовження, двосерійний сиквел «Buddy Complex Final Chapter: In the Future When We Return to Those Skies» (яп. バディ・コンプレックス 完結編 ―あの空に還る未来で, укр. Товариський комплекс. Остання глава: Майбутнє, в яке ми повернулися крізь ті небеса) випущений 29-30 вересня 2014.
Buddy — американізм, що відображає широкий спектр дружніх, приятельських відносин. Проте найчастіше buddy — не просто товариш, а компаньйон, соратник у чомусь, наприклад, buddy movie — жанр фільмів про пригоди друзів, що прагнуть до якоїсь мети.
Як і в багатьох проєктах студії Sunrise, сюжет серіалу є компіляцією з мотивів відомих творів, створених колективом авторів під псевдонімом Ятате Хадзіме.

## Сюжет
Ватасе Аоба в свій перший день після літніх канікул йде в школу та по дорозі зустрічає друга. У класі з нагоди початку другої чверті їх пересаджують, Аоба опиняється по сусідству з Юміхарою Хіною, красунею, яка перевелася до його школи нещодавно. Після школи Аоба грає в баскетбол з друзями. У цей самий час за містом з часової лійки з'являється бойовий мех та починає полювати за хлопцем. Хіна зізнається, що її головне завдання — захищати Ватасе, а вона — мандрівниця у часі.

## Персонажі

### Головні
- Аоба Ватасе (яп. 渡瀬 青葉)

Центральний чоловічий персонаж. 16-річний студент першого року школи Сайо. Молодий спортивний хлопець, завзятий баскетболіст. Був звичайним японським старшокласником з 2014 року, який перемістився в 2088 рік і боровся за Альянс вільного пакту. В нього каштанове волосся з чубчиком, що падає йому на обличчя, зелені очі. 2014 року носить шкільну форму, складається зі звичайної білої сорочки з коміром, джинсових штанів і білих туфель, які прикрашають червоні смуги. Під час війни в майбутньому надягає новий одяг солдата, червоно-білий піджак, білу сорочку, сині штани та коричневі черевики, які прикрашають герб і прапор.
Пілот Люксіона та Скайнайта. Спочатку в нього не було досвіду пілотувати мех. Однак після Зчеплення з Діо Вайнбергом перший отримав від останнього всі його навички та здібності. Відтоді Аоба зміг встояти проти найелітніших пілотів Зогіліанської Республіки, став цінним активом військової промисловості, добре відомим через послідовні перемоги над ворогом. Аоба сумісний з багатьма різними особами, в тому числі: Діо Дзюн'я Вайнберг, Фромм Вантерхай і Хіна Рязан. Під час з'єднання можливості пілотів помножуються, проте такий ефект має недолік, зчеплення з Аобою змінює тип хвилі напарника. Зокрема, через кілька разів Діо став сумісним тільки на 60% і це зробило його несумісним з Фроммом. Ельвіра вважає Аобу аномальним пілотом, оскільки той довів неможливе, постійно кидаючи виклик дослідженням. Новачок зміг ігнорувати максимум 300 секунд, граничний термін особливого бойового режиму.
Аоба не настільки агресивний пілот, як Діо, він інколи уникає нападу та зважує всі «за» і «проти». Проте у випадку небезпеки для Сігнуса іде в наступ першим. Як зазначає Діо, той буває досить упертим і буде робити все на власний розсуд. Аоба має намір захистити Сігнус і в той же час не хоче боротися з Хіною, тому ставить своє життя в стан небезпеки перед нею. Крім своїх ідеальних навичок пілотування, Аоба міцний і помітно стійкий до сильного болю. Це стало очевидним, коли він змушений був перервати контакт з Діо Вайнбергом: останнього скрутило від болю, перетворивши тимчасово на каліку, Аоба ж нічого не відчув. Навіть під час перебування з Хіною вони застрягли в печері в зв'язку з обвалом, він був у стані копати більше, ніж вона. а пізніше врятував її від утоплення.
Аобу можна описати, як добру та турботливу людину. Проте з першої появи його найвизначнішою ознакою є здатність легко довіряти іншим людям та бачити в них добро. Майбутня Хіна назвала його занадто довірливим. Цей аспект дав йому непросте знайомство з екіпажем Сігнуса. Під час небезпеки Аоба здатний показати мужній аспект своєї особистості. У цих випадках він готовий показати себе в бою і битися зі своїми друзями на передовій. Також є оптимістом, Ватасе не припинить захищати людей, якими дорожить, крім того, здатний легко співпереживати з іншими.
Хлопець цілком у змозі розшифрувати мислення Діо та зрозуміти вчинки останнього, натякається, що він піклується про взаємозв'язок Вайнберга з сім'єю. Ще одна риса його особистості — чесність. Він зізнався, що прибув з минулого, і не відмовився від своїх слів, хоча міг би придумати кращу історію. Аоба той тип людини, які несуть важку провину на собі за свої помилки. Коли Лі Конрад був поранений, намагаючись захистити його, Аоба став сумніватися в своїй профпридатності, оскільки йому боляче за близьких людей.
Існує мало відомостей про дитинство Аоби за винятком того, що він народився в Нарасіно, Японія. У середній школі у нього було два близьких друга, Кінтеро та Кенічі, яких він зустрів у баскетбольній команді. У зв'язку з реабілітацією друга він перевівся до тієї ж школи, що й вони. Про сім'ю Ватасе мало що відомо. Його батько помер, за фахом був пожежником. Згадує він про свою сестру, в 2088 році він вважає, що вона може бути ще живою, хоча хлопець і не знає, де вона. Ватасе стурбований тим, що ніколи не зможе побачити їх, відчуває, що він не робив, що міг, для своєї сім'ї свого часу, а саме, на його думку, не підтримав матір і сестру достатньо сильно після смерті батька і вважає, що робив те, що йому подобалося, як баскетбол. Він хоче повернутися додому, щоб змінити цей факт, хоча й не впевнений, чи це коли-небудь станеться.
У кінці історії, в оригінальній хронології, розкривається справжня суть Аоби. Він зустрів Хіну в коледжі, в перший день навчання, коли спілкувався зі своїми друзями; вона випадково штовхнула його в плече. Потім на фестивалі він виграв для неї шпильку, яку дівчина стала носити як пам'ять. Надалі вони показані в дослідному інституті, де тестували протосистему Зчеплення. Коли Хіна потрапила в експериментальну кабіну, була відправлена в майбутнє, у 2088 рік. За цим процесом спостерігав шокований Ватасе Аоба. Вона пройшла через усі події, що й він на початку сюжета. Під час боротьби з Бізоном (у його Небіросі) вони вирушили через тунель часу на Алясці в 2014 рік. Аоба зустрів Хіну (інша часова лінія) у старшій школі, не підозрюючи, що її ціль — захистити його. Коли Бізон і справді напав на школу, внаслідок чого елементи шкільної будівлі почали падати на Ватасе, він був захищений Хіною в її Люксіоні. Після цього розпочинаються події петлі часу.
У кінці серіалу після того, як тунель був відкритий від руйнування супутника Зогілії, Аоба стверджує, що він і Хіна повернуться в свої часові відрізки.
- Хіна Юміхара (яп. 弓原 雛)/ Хіна Рязан (яп. ヒナ・リャザン)

Центральний жіночий персонаж, у 2014 році вона була нібито студентом з-за кордону, яка недавно повернулася в Японію і вступила в ту ж школу, що й Аоба. 2088 року є учнем важливої людини в збройних силах Зогілії, лейтенанта Віктора Рязана, який також є її прийомним батьком. Вступила у Військово-Підготовчу академію у віці десяти років, після закінчення школи працювала на базі в Ліпецьку.
Хіна Юміхара 2014 року на початку серіалу — 16-річна закохана дівчина, схвильована присутністю Ватасе. Вона вдає, що не дивиться на Аобу, хоча в реальності, за визнанням друга Ватасе, Джунічі, «очей з нього не зводить». Дівчина шукала та слідкувала за ним, щоб захистити його від вбивці, тому що знала, що той прийде, щоб убити його.
Хіна — молода дівчина середнього зросту з довгим до поясу чорним волоссям і фіолетовими очима. Найчастіше одягнена в зогіліанську жіночу уніформу чи червоно-чорний пілотний костюм. В іншій часовій лінії носила жіночу форму старшої школи Аоби з синім і білим кольорами. У деяких журналах, що поширюють Buddy Complex, і смартфонній грі Buddy Complex: Coupling in Battlefield вона зображена у весільній сукні. В оригінальній хронології її пілотний костюм Альянсу вільного пакту був рожевого кольору.
У 2088 році Хіна спочатку не знає Аобу, тому, щойно побачивши його, сприймає як ворога. Дуже пристрасна й агресивна стосовно Альянсу вільного пакту. Потрапила у сильну депресію після смерті батька, який зізнався, що вона його прийомна дочка, знайдена ним без спогадів в зруйнованому місті. Після З'єднання з Аобою в неї розвиваються довірливі почуття настільки, що вона готова пройти через часову петлю для порятунку від Бізона Герафіла, убивши останнього в минулому.
Пізніше в оригінальній хронології розкривається справжня суть Хіни. Вона зустріла Аобу в коледжі та працювала з ним над першим проєктом Зчеплення Альянсу. У першому експерименті вона увійшла всередину кабіни та через несправність була відправлена у 2088 рік в кабіну Люксіона. Там вона стала напарником Діо; під час бійки з Бізоном (на боці Альянсу вільного пакту) вона потрапила через тунель часу в минуле. Там відвідувала середню школу, що й Аоба. Бізон прибув незабаром на своєму Небіросі, Хіна врятувала Ватасе, останній вирушив у майбутнє, а Хіна у майбутнє, але раніше, приблизно у 2078 рік, потрапивши таким чином у петлю часу.
- Діо Дзюн'я Вайнберг (яп. 隼鷹・ディオ・ウェインバーグ)

Один із центральних чоловічих персонажів, лейтенант Альянсу вільного пакту, 16-річний пілот-ас у складі команди на Сігнусі. Хлопець зі світлим волоссям і блакитними очима. Здебільшого носить білу офіцерську уніформу. Інший наряд — пілотний костюм червоно-білого кольору, також є темно-чорний і червоний топ для фізичної практики. Під час прогулянки по місту з Аобою Ватасе і Маюкою Насу був у випадковому білому одязі.
На початку сюжету Діо зображений холодною, слухняною, логічною та стриманою людиною, настільки, що не показує емоції, коли Маркус, його початковий приятель по системі Зчеплення, вмирає в бою. Складається враження, що єдина близька людина в нього — рідна молодша сестра. Діо дуже підозріло ставиться до Аоби і не може довіряти йому. Навіть коли Аоба був зарахований і залишився як пілот Люксіона, він негативно сприйняв цю новину. Його фатальна відсутність довіри і співпереживання зробили одного разу неможливим процес Зчеплення.
Хоча він абсолютно стоїчний за зовнішнім виглядом, Діо — совісна людина. Зокрема, він відчуває себе винним, що не зміг врятувати мати і захистити сестру. Він щиро піклується про сім'ю і готовий зробити багато чого, щоб зберегти їх, коли ті знаходяться під загрозою смерті. Діо відноситься до найвідомішої родини в межах Альянсу вільного пакту, родини Вайнбергів. Настільки важливої, що в разі захоплення сім'я може бути використана в ролі політичного інструмента.
За рік до серіалу рідне місто Діо опинилося під сильним вогнем Зогіліанської Республіки. Через неможливість хлопця захистити людей, про яких він піклується, атака призвела до інвалідності сестри та смерті матері. Ця подія є стимулом для Діо стати кращим пілотом і також вносить напруженість у відносинах між ним і батьком, Садамічі. Після бомбардування він відразу вирушив на навчання системі Зчеплення.
У другій половині серіалу особистість Діо стрімко змінюється. Він починає піклуватися про безпеку Аоби, але спочатку не хоче це визнати і тому ховається за військовими протоколами чи елегантними зауваженнями. Зокрема, на подив Аоби Діо між ним і Фроммом обирає його, як партнера для З'єднання. Пізніше під час падіння Ватасе у 8 серії Вайнберг схвильований сильніше, ніж під час смерті Маркуса. Пілот Брадіона показує й інший бік, готовність до невиконання наказу, також після вичерпання терміну у три години він продовжував шукати напарника.
Діо негативно ставиться до наказів чи повчань Аоби, вважаючи останнього нижчим за званням, хоча вони обидва лейтенанти. Їхні відносини з розвитком сюжету характеризуються, як стабільно-партнерські, Діо дозволяє собі дражнити чи наставляти колегу, що можна описати, як дружні підколи та жартування.
Після обміну спогадами Діо стає набагато відкритішим до Аоби, він повірив в його історію про подорож у часі та починає ретельно того оберігати. Вайнберг з розумінням ставиться до вчинків Ватасе, вже й Аоба ясно усвідомлює, що той піклується про нього. Врешті-решт, в останній серії Діо попри свій характер щиро плаче, коли усвідомлює, що Ватасе повернувся у минуле.
- Бізон Герафіл (яп. ビゾン・ジェラフィル)

Головний антагоніст серіалу, зогіліанець. Перший лейтенант, пілот молодшого класу. Середнього зросту, з сивим волоссям і жовтими очима. При носінні шолома З'єднання голова Герафіла повністю прихована за винятком очей.
Бізон, як правило, спокійний, упевнений у собі та лояльний з офіцерської точки зору. Повністю присвятив себе службі Зогілії. До товаришів показує турботу для їх благополуччя і самопожертву. В бою, проте, Бізон стає зарозумілим і завищує власні та групові здібності. До ворогів безжальний, завжди безпосередньо веде свою команду.
Єдиним слабким місцем Бізона є Хіна, яку він знав, коли були дітьми, бо жив по сусідству з нею. Пізніше навчався в тій же академії, що й вона. Шалено закоханий, хоча й на початку серіалу йому вдається тримати емоції в собі. Оскільки Юміхара — друг дитинства, він повний рішучості, щоб знищити всі проблеми на її шляху. Дізнавшись про Аобу як пілота нового типу, він абсолютно хотів убити його. Навіть різко відштовхнув Хіну, тому що вона була в нього на дорозі. Дуже дратується, що був не в змозі ліквідувати Аобу, хоча двічі був шанс. Бізон показаний, як радикальний захисник доньки лейтенанта Рязана. Любить її та поцілував, але був негайно відторгнений дівчиною. Ненависть Бізона до Аоби з часом стає маніакальною, коли Хіна починає проявляти інтерес до Ватасе.
Пізніше, після того, як часова лінія була змінена, він показаний, як лідер Зогілії. Сивого волосся в нього більше, нижня частина обличчя прихована маскою, а сам Бізон знаходиться в інвалідному візку.

### Альянс вільного пакту
- Генго Кураміцу (яп. 倉光 源吾)

Капітан Сігнуса. З огляду на його звання і престиж він користується повагою на кораблі, особливо серед інших високопоставлених військовослужбовців. Чоловік середнього віку вище середнього зросту. Має чорне волосся, характерною особливістю є складки під очима. Носить чорні туфлі та довгу білу уніформу, символ капітана Альянсу вільного пакту, під нею спортивна біла сорочка з коміром із золотим рімінгом.
Генго — спокійна людина, яка прагне залишитися холоднокровною та продуктивною навіть у момент паніки. Не любить програвати, готовий прийняти високий ризик для досягнення перемоги. Має тенденцію робити те, що вважає правильним, не боїться відповідальності. Під час раптових нападів капітан завжди зберігає спокій і тримає себе у руках. Найхарактернішою рисою є його тактичні можливості. Він здатний розпізнавати серйозність ситуації і спокійно, але швидко, прокласти наступний курс дій. Разом зі своїм екіпажем Генго має величезні ресурси, а втім, більше покладається на свої рішення. Зазначається, що він не втратив жодного з шести кораблів, якими командував.
Попри спокійний характер, Генго турбується про безпеку Сігнуса і готовий зробити все, щоб зберегти перевагу Альянсу над ворогами. Зокрема, він віддав наказ Лене ліквідувати Аобу, при цьому залишаючись оптимістом, якщо той не повернеться, й одразу зарахував Ватасе до команди, коли той вирішив залишитися на Сігнусі. Загалом капітан поблажливий з приводу того, що Аоба і Діо просто не уживаються, і він приймає їх витівки з посмішкою.
Йому не подобається настільна паперова робота. Також у капітана непогане почуття гумору.
- Лене Кляйнбек (яп. レーネ・クラインベック)

Капітан-лейтенант, другий командир за рангом на Сігнусі після капітана Кураміцу. Лене — трохи вище середнього зросту для жінки її віку. Має темно-синє волосся, очі сапфірового кольору, волосся до плечей, що переважно покрите капелюшком. Кляйнбек носить стандартну уніформу для офіцера Альянсу вільного пакту, білого та бордового кольорів. Не так багато відомо про навички Лене в ролі військовика, проте Гендо Кураміцу зазначив, що у неї «хороші шанси». При цьому Лене має особисту зброю — гвинтівку та пістолет.
Поведінка Лене показує, що вона стоїчна й індивідуальна. Враховуючи її становище й обов'язки, Лене цілком віддана службі та пряма за характером людина, завжди зосереджена на завершенні поставленого завдання. Була готова вбити Ватасе пострілом, якщо той не повернеться на Сігнус. При цьому вона не вважає Аобу реальною загрозою та не ненавидить, це більше пов'язане з тим, що він знав про секретний проєкт.
- Лі Конрад (яп. リー・コンラッド)

Один з другорядних персонажів. Користується повагою серед своїх колег. Досить високий чоловік старше 20 років. Має коричневий, пошарпаний погляд, волосся на обличчі, сірувато-блакитні очі, він спокійна і невимушена особистість. Носить зелений і білий комбінезон з чорними наплечниками, як обшивки.
- Ельвіра Гілл (яп. エルヴィラ・ヒル)

Один з основних другорядних персонажів. Ельвіра — Агент Спецслужби, поряд з помічником Маюкою призначена для контролю та управління нових тактичних систем на Сігнусі. Мало що відомо з біографії Гілл, крім її досліджень у процесі З'єднання. Ельвіра була геніальною дитиною та розробила кабіну струму, щоб уникнути попередніх проблем.
Ельвіра — струнка жінка середнього зросту в її двадцять з чимось років. Має блакитні очі та хвилясте каштанове волосся середньої довжини (чубчиком ховається за вухо або вільне). Носить довгий білий халат під яким світлого кольору сорочка та коротка спідниця.
Ельвіра — добра та турботлива, що видно з її заклопотаності з приводу здоров'я пілотів, особливо Лі. Вона відзначає, що не любить пілотів, через їх схильність шукати неприємності та йти на ризик. Враховуючи її відносини з Лі Конрадом, можна припустити, що вони знають один одного задовго до початку сюжету та зустрічаються.
- Маюка Насу (яп. 奈須 まゆか)

Капрал, помічник Ельвіри Гілл разом з Анессою Россетті, на борту Сігнуса. Маюка — низенька та боязка дівчина, тому вона ретельно обдумує свої вчинки. Анесса також відзначає, що у Маюки «дивний смак на чоловіків».
Зображена, як дівчина з темно-рожевими очима та волоссям оранжевого кольору. Вона, як і Анесса, носить рожеву уніформу Альянсу, що означає їх ранг. Коли ж вона вийшла на берег, одягнулася в наряд з жовтої спідниці та блейзера.
Має почуття до Ватаси Аоби, зокрема, плакала від полегшення, коли його знайшли після того, як той застряг на острові. З самого початку вмовляла Аобу залишитися на Сігнусі та стати пілотом.
- Анесса Розетті (яп. アネッサ・ロセッティ)

Капрал, оператор на борту Сігнуса та помічник Ельвіри Гілл разом із Маюкою Насу. Дівчинка-підліток, яка досить висока для свого віку. У неї світле волосся та золотисто-бурштинові очі. Носить рожеву уніформу.
На відміну від своєї напарниці Маюки Анесса активніша особистість, її характер коливається у пустотливій бік, їй подобаються плітки та сміливіша у романтичних відносинах. Зраділа, побачивши Фромма Вантерхая та шалено закохана в нього.

### Зогіліанська Республіка
- Альфред Галлант (яп. アルフリード・ガラント)

Підполковник Зогіліанської Республіки та досвідчений пілот Альсіеля. Призначений для захоплення нових мехів Альянсу. Високий чоловік з чорним волоссям і карими очима. Він — спокійна та логічна людина, великий стратег, який двічі мало не захопив Сігнус. Не любить Дорзієва та не довіряє Вільгельму Хану. Визнає, що гонитва його Батьківщини за некторібіумом проблематична і може мати погані наслідки.
Значною мірою піклується про своїх підлеглих, зокрема, коли вирішив знищити Брадіон після смерті Пассо та допоміг звільнити Хіну з в'язниці. Пізніше брав участь в нападі на базу Чітосе. Став новим лідером Зогілії після державного перевороту на чолі з Герафілом та підписав мирну угоду з Альянсом вільного пакту.
- Лаша Хаккарейнен (яп. ラーシャ・ハッカライネン)

Другорядний чоловічий персонаж, зогіліанець зі званням прапорщика. Член команди Тріданта. Лаша — молодий хлопець малого зросту і худорлявої статури. Має світле волосся з двома чубчиками. Носить звичайну форму для офіцерів Зогіліанської Республіки, в бою надягає стандартний пілотний костюм пілота Крішни.
Лояльна та рішуча людина, він вірний справі Зогілії, надзвичайно покірний Бізонові Герафілу, оскільки піклується про його безпеку та виконує накази без зауважень. Професійний пілот, був в змозі тримати під контролем навіть Лі Конрада під час атаки на Сігнус. Проте, він не фанатично настроєний, оскільки хотів дізнатися причину переходу Хіни на бік Альянсу.
- Маргарет О'Кіф (яп. マルガレタ・オキーフ)

Спеціальний агент Зогіліанської Республіки. Спрямована Адміністративним Бюро для контролю над командою Альфреда та кораблем Трідантом. За характером холодна та логічна. Дуже підозріла, навіть найменша провина викличе позбавлення волі. Була шокована, коли Сігнус втік з бази Чітосе та абсолютно приголомшена смертю Дорзієва. Вона — жінка зі світлим волоссям і жовтими очима. Ініціатор затримання Хіни.
- Віктор Рязан (яп. ヴィクトル・リャザン)

Капітан-лейтенант зогіліанських військовиків, 101-ї окремої розвідувальної бригади. Серйозний похмурий чоловік, хоча зрідка може бути веселим. Користується повагою серед військовиків, відомий своєю доблестю, дбає про прийомну дочку та підлеглих. У зв'язку з віком у нього сиве волосся, у бою отримав два великих шрами на лівій стороні обличчя. Носить громіздкий зелений костюм, подібний до тих, що й інша частина його команди. Віктор був викликаний для допомоги Альфреду Галланту через постійні поразки Маргарет О'Кіф. Невідомо, чи здатний він пілотувати меха.
Для доньки він став турботливим і люблячим батьком, зокрема, навчив її мистецтву боротьби. Своїх підлеглих знає давно з огляду на жарти останніх щодо Хіни. Рязан ладнає з Бізоном, дозволяв Герафілу проводити багато часу з Хіною.
У 2078 році Віктор знайшов Хіну в покинутій будівлі, Забрегі, Хорватія та прийняв її, як рідну дочку. Після того, як вона підросла, відправив дівчину в академію служити у військових діях проти Альянсу. Здатний бути самовідданим, Рязан помер в 11 серії, захистивши Хіну від кулі та розказавши перед смертю про її минуле. Для нього влаштували урочистий похорон на Алясці, проте труна, ймовірно, була порожня у зв'язку з його смертю на базі Альянсу.
- Тарджим Василь (яп. タルジム・ヴァシリー)

Зогіліанець, учасник команди Альфреда. Пілот Огра. Агресивний, упертий і безрозсудний пілот. Його сила в бою є великою, але особистість призводить до фатальних помилок.
- Вільгельм Хан (яп. ヴィルヘルム・ハーン)

Розумний та хитрий чоловік з чітко підкресленою індивідуальністю. Доктор, головний дослідник технології З'єднання у Зогіліанській Республіці, перебіжчик з Альянсу вільного пакту.
Був дослідником лабораторії Алессандро Фермі, перш ніж перейшов на бік Зогілії з незрозумілої причини. В рамках досліджень процесу З'єднання знав про значущість кабін, тому послав групу солдатів для захоплення Люксіона та Брадіона.
Саркастично настроєний до Маргарет О'Кіф. Кмітливий науковець, одразу здогадався, що сталося з майбутнім Бізоном. Також зарозумілий, постійно намагається перевершити Ельвіру. Загинув в останній серії.
- Нестор Вікторович Дорзієв (яп. ネストル・ヴィクトロヴィチ・ドルジエフ)

Зогіліанець з елітних військ, командувач 1-ї повітряно-десантної дивізії з відділу захисту Адмінбюро Зогілії. Капітан Га Булга. Він людина з довгим рожевим волоссям, має два хвилясті чубчики з кожного боку. Зарозумілий і розумний, вміє визнавати свої помилки, непоганий стратег, Аоба мало не потрапив у його пастку. Убитий Аобою та Діо за допомогою Люксіона та Брадіона.
- Конєв (яп. コーネフ)

Старший адмірал і командувач Національних сил оборони Сибірського фронту Збройних сил Зогілії. Він призначив корабель Ваджра у склад команди Альфреда як подарунок за перемогу в Чітосе.
- Каган (яп. カガン)

Віце-адмірал і командувач Третього сибірського фронту на Алясці Збройних сил Зогілії. Він прийняв проєкт стратегії, запропонований Маргарет в рамках плану Альфреда щодо вогню з гігантської некторібіумської гармати Гарапушка.
- Бонелл (англ. Bonelle)

Високопоставлений солдат Зогіліанської Республіки. Прониклива, зарозуміла та черства людина середнього зросту. Має світле волосся, зачесане назад. Був лідером у спробі викрасти сім'ю Вайнбергів. Його план не вдався, що призвело до смерті Бонелла.
- Михайлов (англ. Mihailov)

Другорядний чоловічий персонаж, зогіліанець у команді Альфреда Галланта. Показаний слухняним солдатом. Носить стандартний комбінезон пілота Зогілії чирок Zogilia пілотний наряд. Вперше з'являється в епізоді 2, коли Люксіон помічено, Бізон посилає Михайлова, щоб захопити його. Аоба і Діо починають З'єднання, під час бою, використовуючи нові знання пілотування, Аоба пошкоджує меха Михайлова на великий подив Діо, що закінчується смертю для зогіліанця.
- Строянко (яп. シロヤンコ)

Капітан-лейтенант, зогіліанець. Знаходиться під командуванням Альфреда Галланта на Ваджрі.

### Інші
- Садамічі Дзюн'я Вайнберг (яп. 隼鷹・貞道・ウェインバーグ)

Глава сім'ї Вайнберг, батько Діо та Фіони. Важлива особистість, хто може змінити статус Альянсу у війні з Зогілією. Високий чоловік міцної статури, має каштанове волосся з бородою. Найпомітніша ознака Садамічі — суворий вираз обличчя. Носить чорний костюм, що показує рівень його багатства. Дружина померла під час бомбардувань в їх рідному місті. Він частково винить Діо за її смерть.
Дуже суворий з підкресленою індивідуальністю. Ставлячі високі стандарти для свого сина Діо, Садамічі постійно робить акцент на виконанні його обов'язку, як пілота, та відповідальності за захист сім'ї. Сильно піклується за Фіону, але не настільки, щоб обговорювати з Діо її бажання. Проте з часом відносини сина та батька після появи Аоби теплішають, Дзюн'я зауважує, що Діо змінився та запрошує його частіше відвідувати сестру.
- Алессандро Фермі (яп. アレッサンドロ・フェルミ)

Наставник Ельвіри Гілл, один з тих, хто відповідав за розробку системи З'єднання. Людина з довгим платиновим світлим волоссям, зав'язане в низький хвіст, має трикутні рожеві окуляри. Інколи нетерплячий, але добродушний чоловік. Старий друг Садамічі Вайнберга, що дозволило останньому мати інформацію про свого сина.
Творець Брадіона та Люксіона, відповідальний за створення мехів першого покоління нульового типу — Файрбренд і Скайнайт. Працював з Вільгельмом Ханом, допоки останній не перейшов на бік Зогілії. Фермі дізнався про З'єднання від діда Ельвіри і, таким чином, знав дівчину з моменту, коли вона була дитиною.
Загинув в 11 серії. Фермі похований на Гаваях. Вчені, військовики та екіпаж Сігнуса були присутні на його похоронах, а також батько Діо, хоча він прибув пізніше.
- Кінтеро і Кенічі

Друзі дитинства Аоби Ватасе. Навчаються в тій же школі, що й він. У першій серії їм на вигляд 16 років, показані вони у чоловічій шкільній формі середнього зросту, мають світле й темне волосся відповідно.

## Термінологія
- Некторібіум (англ. Nectoribium) — надзвичайно потужне джерело енергії, яке є не тільки паливом нинішньої світової війни, але й однією з її причин цього. Під час першої половини 21-го століття було виявлено нове джерело енергії, знане як nectoribium. Зогіліанська Республіка потребувала цього ресурсу найбільше в той час, тому завоювала багато країн, щоб забезпечити себе високим запасом. З цієї причини багато протилежних країн об'єдналися у Концедерацію вільного альянсу. Некторібіум є вельми бажаним і потужним ресурсом, він використовується як паливо для двигунів у другій половині 21-го століття. Завдяки спонтанному розвитку технологій літаки, меха, вогнепальна зброя тощо живиться від нього. Некторібіум зазвичай видобувається глибоко під землею.

- Зогіліанська Республіка (англ. Zogilia Republic) — диктаторська держава, яка завоювала більшість азіатських та європейських країн. Точне її походження невідоме, проте починалася вона, як гірничовидобувна корпорація в Азії. У першій половині 21-го століття виявили рясний ресурс некторібіум. Зогілія почала завойовувати довколишні країни з метою підвищення та підтримки постійних поставок цього джерела. Таким чином, Зогілія перетворилася на військову імперію. Наразі не так багато відомо про Зогіліанську Республіку, за винятком того, що вона була сформована з країн Східної півкулі. Салют зогіліанців означає «Слава Зогілії!».

## Медіа

### Виробництво
Sunrise оголосила права на товарний знак на використання слів «Buddy Complex» в логотипі 1 жовтня 2013. Попри створення товарного знака для засобів масової інформації компанія повинна була ще оголосити плани проєкту. Ситуація змінилася 1 грудня 2013 р., коли компанія представила вебсайт в оголошенні про розвиток серіалу про традиційний роботобойовик Бадді комплекс.

### Аніме

Постер «Товариський комплекс. Остання глава».

Продюсером серіалу стала студія Sunrise спільно з Bandai Visual, Bandai Channel, Lantis, Banpresto та Bandai Namco Games під керівництвом Bandai Namco Holdings.
Автор оригінальної ідеї — Хадзіме Ятате, режисер — Ясухіро Танабе, композитор — BC Project. Дизайнер персонажів й анімаційний режисер — Асако Інайосі та Томосіге Інайосі, музика — Тацуї Като. Перший епізод попередньо показаний на Tokyo MX 29 грудня 2013. Прем'єра постійної трансляції відбулася на Tokyo MX 5 січня 2014 з пізнішими випусками на YTV, TVA, BS11 і Bandai Channel. Опенінг «Unisonia» виконує Міхо Карасава під псевдонімом True, ендінг «Ano Sora ni Kaeru Mirai de» (яп. あの空に帰る未来で) — ChouCho. Funimation транслювала аніме-серіал на офіційному вебсайті з 6 січня 2014-го. Сайт Daisuki транслював епізоди у світі також, у тому числі на офіційному каналі YouTube. Серіал нараховував 13 епізодів, трансляція завершилася 30 березня 2014 р. з планами на продовження у майбутньому. Bandai Visual розпочав реліз серіалу в Японії на Blu-ray 26 березня 2014.
Двосерійний сиквел під назвою «Buddy Complex Final Chapter: In the Future When We Return to Those Skies» (яп. バディ・コンプレックス 完結編 ―あの空に還る未来で, укр. Товариський комплекс. Остання глава: Майбутнє, в яке ми повернулися крізь ті небеса) випущений 29-30 вересня 2014 р. Головну пісню «Twin Bird» виконує True.

### Манґа
Манґа-адаптація в журналі Dengeki Daioh видавництва ASCII Media Works тривала з 27 січня по 27 жовтня 2014. Інша манґа, заснована на смартфонній грі, стартувала також 27 січня у журналі Dengeki Maoh видавництва ASCII Media Works.

### Відеогра
Безкоштовна багатокористувальницька смартфонна гра «Buddy Complex: Coupling of Battlefield» (яп. バディ・コンプレックス　戦場のカップリング) випущена компанією Bandai Namco Games для пристроїв iOS і Android в Японії 7 березня 2014 з тематичною піснею «Orbital Line» Еріки Масакі.